# Saison 1963 de la NFL
Navigation
Édition précédente Édition suivante
La saison 1963 de la NFL est la 44e saison de la National Football League. Elle voit le sacre des Bears de Chicago.

## Classement général
| Conférence Est           |      |      |      |        |          |            |
| Franchise                | Vic. | Déf. | Nuls | % vic. | Pts pour | Pts contre |
| Giants de New York       | 11   | 3    | 0    | .786   | 448      | 280        |
| Browns de Cleveland      | 10   | 4    | 0    | .714   | 343      | 262        |
| Cardinals de Saint-Louis | 9    | 5    | 0    | .643   | 341      | 283        |
| Steelers de Pittsburgh   | 7    | 4    | 3    | .636   | 321      | 295        |
| Cowboys de Dallas        | 4    | 10   | 0    | .286   | 305      | 378        |
| Redskins de Washington   | 3    | 11   | 0    | .214   | 279      | 398        |
| Eagles de Philadelphie   | 2    | 10   | 2    | .167   | 242      | 381        |

| Conférence Ouest       |      |      |      |        |          |            |
| Franchise              | Vic. | Déf. | Nuls | % vic. | Pts pour | Pts contre |
| Bears de Chicago       | 11   | 1    | 2    | .917   | 301      | 144        |
| Packers de Green Bay   | 11   | 2    | 1    | .846   | 369      | 206        |
| Colts de Baltimore     | 8    | 6    | 0    | .571   | 316      | 285        |
| Lions de Détroit       | 5    | 8    | 1    | .385   | 326      | 265        |
| Vikings du Minnesota   | 5    | 8    | 1    | .385   | 309      | 390        |
| Rams de Los Angeles    | 5    | 9    | 0    | .357   | 210      | 350        |
| 49ers de San Francisco | 2    | 12   | 0    | .143   | 198      | 391        |

## Finale NFL
- 29 décembre 1963, à Chicago devant 45 801 spectateurs, Bears de Chicago 14 - Giants de New York 10